# Eupelmus thestalus
Eupelmus thestalus är en stekelart som först beskrevs av Walker 1839.  Eupelmus thestalus ingår i släktet Eupelmus och familjen hoppglanssteklar. Inga underarter finns listade i Catalogue of Life.